# Bad Gyal
Alba Farelo i Solé (Vilassar de Mar, 7 de marzo de 1997), conocida por su nombre artístico Bad Gyal, es una cantante española. Su música ha sido catalogada como una fusión de géneros como el reguetón, el dancehall y el trap.
Además de su carrera como cantante, es conocida por haber ejercido como DJ así como por su estilismo. También ha colaborado con marcas como Loewe y Charlotte Tilbury.En 2024 fue portada de la revista Vogue España.
En 2023 recibió el Premio Talento Joven Internacional de La Vanguardia la mano de los reyes Felipe VI y Letizia. Más tarde, en 2025 fue galardonada en los Premios Lo Nuestro y donde tenía, entre otros, una nominación a Álbum del Año por La Joia (2024).

## Biografía
Alba Farelo nació el 7 de marzo de 1997 en el municipio barcelonés de Vilassar de Mar. Es la mayor de cinco hermanos. Su padre es el actor Eduard Farelo, conocido por ser la voz, en la versión española, de Gollum en la trilogía de El Señor de los Anillos y de Bail Organa en las precuelas de Star Wars, entre otros.
Entre sus primeros trabajos se incluye una panadería local de Vilasar, de camarera y en un call center. En 2015 comenzó a estudiar diseño de moda en la BAU de Barcelona, pero dejó la carrera al año siguiente para enfocarse en su pasión más fuerte: la música.
La artista salió en el videoclip "Te Invito A Soñar" de la cantante Ayesha Chanel antes de ser conocida. Por la imposibilidad de pagar un estudio de grabación y un productor, se grababa en su casa y con ayuda de amigos conseguía sacar sus primeros temas mientras trabajaba. Tras un tiempo, con las ganancias de sus primeros conciertos, empezó a adentrarse más en la producción y la grabación. Finalmente, Bad Gyal se centró por completo en su carrera artística.

## Carrera artística

### 2016: Inicios
Bad Gyal sacó su primer sencillo «Bandulés» con el grupo catalán P.A.W.N Gang; al poco tiempo se hizo un hueco en la escena alternativa tras lanzar una serie de sencillos autoeditados que le dieron popularidad. El 11 de abril de 2016 estrenó «Pai», una versión catalana de la conocida «Work» de Rihanna, con producción de Pablo Martínez, también conocido como Fake Guido, que alcanzó varios millones de visitas en YouTube. También lanzó otros sencillos que ganaron interés por parte del público, como «Indapanden», «Leiriss» y «No pierdo nada».
Alba empezaría a sonar fuerte en la escena y colaboraría con gente como Khaled (miembro de PXXR GVNG) o Ms Nina. Los medios empezaron a poner la corona del 'trap' femenino a La Zowi, Chanel y Bad Gyal.Pese a ello, Alba nunca ha declarado hacer trap y se desvinculó completamente de la escena trap aunque en esos años todo lo urbano pasase por ahí y la desinformación de los medios hizo que a cualquier música urbana se le denominara como trap.

### 2016-2017:Slow Wine Mixtapey primera gira internacional
El primer mixtape de Bad Gyal, Slow Wine, se lanzó el 9 de noviembre de 2016 y la produjo el mismo Fake Guido.  Según Mondosonoro, con este trabajo se alejaba de los elementos más asociados al trap para centrarse en sonidos vinculados a la música jamaicana. En palabras del medio, se trataba de una propuesta «más cercana a Kingston que a Atlanta», en la que Farelo incorporaba ritmos pegadizos. La crítica Jenesaispop decía: «casi todo en ‘Slow Wine’ ha terminado siendo un gran hit fresquísimo de una artista de 20 años».La buena recepción de Slow Wine por parte de la crítica hizo que Bad Gyal empezara a sonar internacionalmente, consiguiendo actuar en ciudades como Praga, Copenhague, Zúrich, Roma o Londres, entre otras.Más tarde, ese mismo año anunciaría su primera gira norteamericana con diferentes fechas en México y Estados Unidos.

### 2018:Worldwide Angel, SXSW y gira asiática

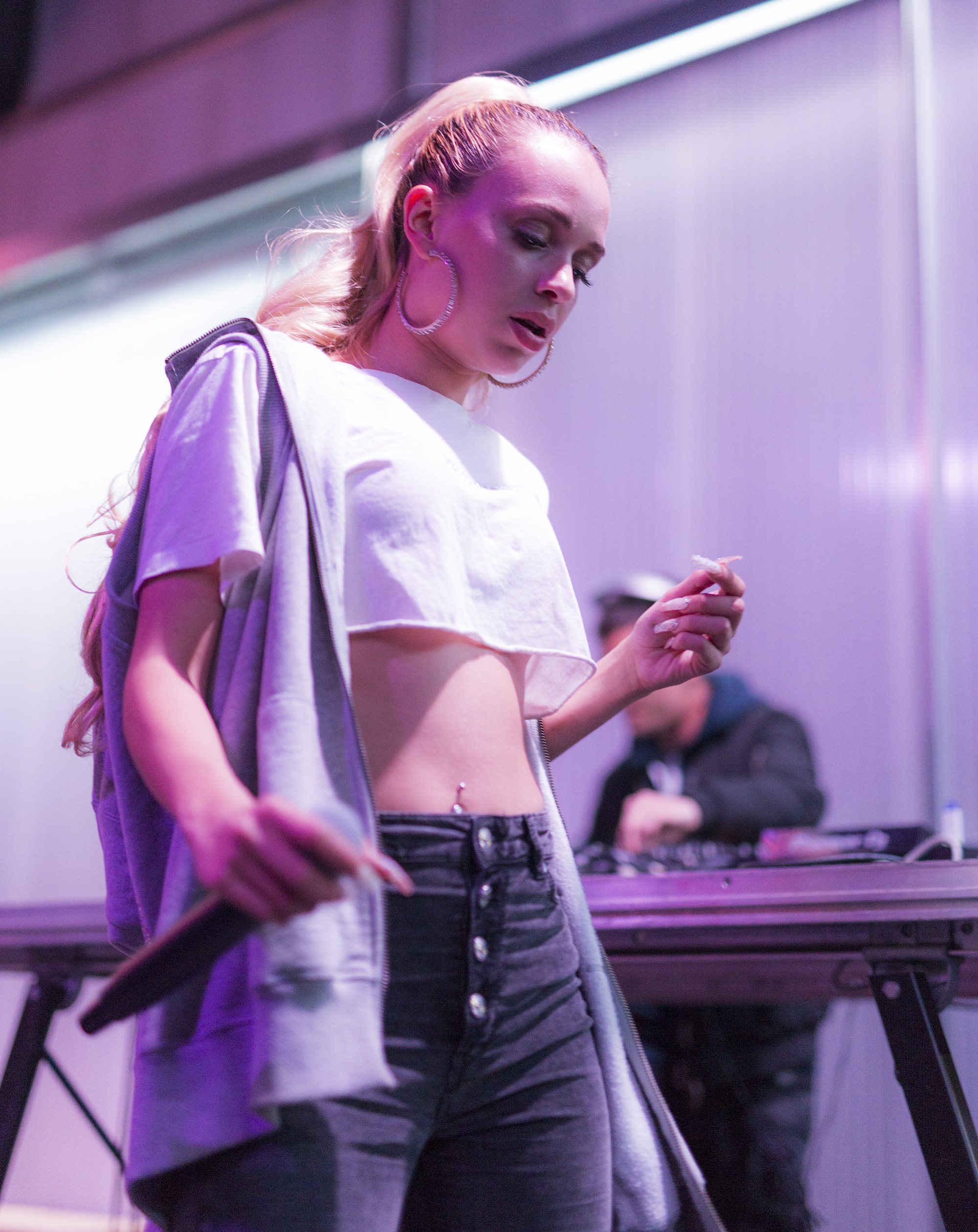
Bad Gyal cantando en la Sala Apolo de Barcelona para El Bloque TV en 2018

Su segundo mixtape, Worldwide Angel, se estrenó el 21 de febrero de 2018 tras presentar dos adelantos: Blink y Candela. Fue producido por Jam City, Dubbel Dutch, DJ Florentino y el músico español El Guincho. Según Pitchfork: «Worldwide Angel se asemeja en gran medida al patrón establecido en canciones anteriores de Bad Gyal: surcos de dembow pesado en sintetizador, pegajoso y dulce, completado con una ligera melancolía». Y FACT Magazine destacó su singular voz y como gracias a ella cada canción sonaba de igual manera, además de su letra fluida.
Al estreno del disco le seguía una segunda gira norteamericana que paraba, entre otros festivales y salas, por SXSW. A finales de 2018 Bad Gyal se embarcó en su primera gira asiática, actuando en Hong Kong, Shanghái o Tokio, entre otras ciudades.

### 2019: Interscope & Aftercluv y Bad Gyal SoundSystem
El 30 de abril de 2019 Billboard confirmaba en exclusiva que Bad Gyal acababa de firmar por los sellos Interscope Records y Aftercluv.
El 5 de julio lanzó «Santa Maria» producida por Cadenza, canción que llegó al número 1 en tendencias de YouTube a pocas horas tras su publicación. El día 19 del mismo mes lanzó «Hookah», canción que pronto conseguiría millones de visitas volviendo a poner a Bad Gyal en lo alto de las listas de éxito.
El 17 de julio Bad Gyal anunció su renovado show Bad Gyal SoundSystem, que presentó en el Sónar Festival 2019, festival en el que ya se había estrenado en 2017.
El 2 de septiembre se certificaba en España el primer Disco de Oro oficial de la artista con su sencillo «Santa María» y el 15 de octubre conseguía su siguiente Disco de Oro con el tema «Hookah». El 10 de octubre anunció varios conciertos a lo largo de 2020 por toda la geografía española, en ciudades como Sevilla, Alicante, Granada, Gijón o La Coruña; agotándose las entradas a las pocas horas de ponerse a la venta.
El 25 de octubre se lanza «Alocao», una colaboración junto al artista Omar Montes. El sencillo se convertiría en el más exitoso de ambos artistas hasta el momento, superando 100 millones de reproducciones en Spotify y las 50 millones de vistas en YouTube, alcanzando la primera posición en las listas españolas y obteniendo seis discos de platino. 
La artista cierra el año con el lanzamiento de su single «Zorra» el 13 de diciembre, que se posicionaría en el segundo puesto en las listas españolas.

### 2020: Debut como actriz y nuevos sencillos
El 9 de enero Bad Gyal se estrena como actriz y protagoniza junto a su padre Eduard Farelo, el spot de los Premis Gaudí 2020.El relato es una pieza sobre amor, heartbreak y cine. Según su director Marçal Forés, «es una historia íntima entre padre e hija en un día de esos en los que no pasa nada, y en el que ir al cine es casi una salvación para sobrevivir al absurdo». La pieza fue producida por CANADA y lleva por título Gaudir. En ella se tratan temas como el empoderamiento de la mujer ante el acoso sexual, el poder del cine o las relaciones paternofiliales.
El 29 de julio Bad Gyal publica en Twitter un adelanto exclusivo de su nuevo sencillo «Aprendiendo el sexo», producido por Abel Verard.Al día siguiente, el 30 de julio de 2020, se lanza el tema en todas las plataformas musicales y el video «Aprendiendo el sexo» en su canal de YouTube.El vídeo alcanzó los 7 millones de reproducciones en 3 semanas. El 9 de agosto, el sencillo entra en el número 19 de la lista mundial de iTunes.
El 6 de noviembre la cantante publica en su cuenta de TikTok un video corto en el cual presentó un primer segmento de su canción «Blin Blin» junto a Juanka. El sencillo se publicó en todas las plataformas musicales el 13 de noviembre de 2020.Por su parte, el vídeo musical estuvo disponible desde el 20. La pandemia de COVID-19 forzó a los artistas a grabar el video por separado, teniendo así dos unidades, una en Barcelona para Bad Gyal y otra en Puerto Rico para Juanka. «Blin Blin» alcanzó su primer millón de vistas en YouTube el 23 de noviembre del 2020 y consiguió posicionarse en los primeros lugares de popularidad en España.
El 11 de noviembre de 2020, Alba Farelo anunció vía un directo de TikTok que en enero del 2021 sacaría un conjunto de temas en un mixtape, después de varios años de no haber sacado música en este formato y haber tenido que suspender su gira de ese año dada la pandemia de COVID-19. En este directo también confirmó que «Blin Blin» serviría como sencillo principal del breve trabajo discográfico y que habría en total seis temas contenidos en él. Sin embargo, cerca del cierre de año, cuando la artista llevó a cabo un concierto online para Vodafone Yu en una ronda previa de preguntas, aseguró que el mixtape llegaría «en enero o febrero», retrasando así la posible salida del mismo un mes más, pero añadiendo que habría tres colaboraciones nuevas.
El 7 de diciembre de 2020, mediante una publicación en Instagram, Soto Asa anuncia su nueva mixtape Coupé, la cual cuenta con una participación de Bad Gyal en el tema «Kiyaera». Estuvo disponible a partir del 18 de diciembre del mismo año.

### 2021:Warm Up,línea de ropa yBad Gyal SoundSystem
El 19 de enero de 2021, en una entrevista con Los 40 Chile, Alba Farelo confirmó que el mixtape finalmente vería la luz en febrero de ese mismo año. Tras esta actualización, ofreció a sus seguidores de Instagram un adelanto adicional sobre su nuevo material, reveló mediante una serie de historias de Instagram que el día 22 del mismo mes, se presentaría una remezcla de «Zorra» junto al artista puertorriqueño Rauw Alejandro.Una hora antes del estreno de «Zorra Remix», el 21 de enero, Bad Gyal volvió a conectarse con sus seguidores en directo vía Instagram, aclarando el número de canciones y colaboraciones totales de su próximo trabajo discográfico. El 3 de marzo de 2021, mediante una historia en su perfil de Instagram, Bad Gyal reveló el título del último sencillo que adelantaría de su EP. «Pussy» fue lanzando el 4 de marzo de 2021.El video musical se estrenó en el marco del Día Internacional de la Mujer, el 8 de marzo. Ese mismo día se confirmó finalmente el que Warm Up sería el título de su proyecto. Más tarde, el 11 de marzo a través de sus redes sociales anunció oficialmente el lanzamiento de Warm Up, su primer EP.
El 19 de marzo se publicó Warm Up, un producido por El Guincho y Fakeguido. El trabajo incluye ocho canciones, entre ellas temas inéditos que ya formaban parte del repertorio en directo de Bad Gyal, como «Judas» y «44». Warm Up cuenta con colaboraciones de Rauw Alejandro, Khea, Rema y Juanka. El lanzamiento se realizó bajo los sellos Interscope y Aftercluv. Al anunciar la salida del disco, Interscope acompañó la publicación con el mensaje: «this is just the Warm Up» (esto es solamente el calentamiento).Para promocionar el lanzamiento la cantante paseó en una limusina rosa por las calles de Barcelona.
Siguiendo el éxito de su recién lanzado EP, el 14 de mayo Bad Gyal se estrena en la moda mediante el lanzamiento de una colección de ropa en colaboración con la cadena de ropa Bershka. La campaña publicitaria de la línea de ropa fue acompañada por la canción «Iconic», contenido en Warm Up.
En este año, Bad Gyal también realizó algunas colaboraciones. El 24 de junio de 2021, Mariah Angeliq estrenó su colaboración con Bad Gyal y María Becerra, de nombre «BOBO», el cual había generado especulación debido a la publicación de fotos de cada una de las cantantes en sus respectivas cuentas de Instagram con el hashtag #BOBO. El sencillo retoma el éxito de inicios de milenio «No Scrubs» de TLC. Adicionalmente, el 8 de julio estrenó su colaboración con Lalo Ebratt titulada «Esta Noche».
En septiembre de 2016, debutó en la pasarela de la Mercedes-Benz Fashion Week Madrid de la mano de Andrés Sardá y su colección de primavera/verano 2022.El 7 de octubre de 2021, Bad Gyal anunció el lanzamiento de su primer sencillo tras el EP Warm Up. Indicó que compartiría la portada si alcanzaba más de 2.000 pre‑saves en plataformas de streaming antes de las 20:00 del día siguiente. Al día siguiente informó que había superado los 10.000 pre‑saves, y en sus redes sociales compartió la portada del sencillo «Flow 2000». La canción se estrenó el 15 de octubre, junto a su videoclip bajo la dirección de la propia catalana.
En este año, la cantante dio por terminada la gira Bad Gyal SoundSystem, con la que recorrió salas españolas e internacionales desde 2019. El 18 de noviembre, anunció que para cerrar el año, lanzaría las canciones inéditas del repertorio de la gira. Tanto la cantante como su sello musical anunciaron las fechas de lanzamiento de esta triple entrega titulada Sound System: The Final Releases. Los sencillos fueron lanzados en tres viernes consecutivos. El 26 de noviembre se estrenó «Nueva York (Tot*)», el 3 de diciembre publicó «Su Payita (Gramos)» y el 10 de diciembre de 2021 salió la última canción de la trilogía, «Slim Thick».

### 2022-2023: La Joia Tour y el camino haciaLa Joia
A principios de 2022, Bad Gyal viajó a Estados Unidos para encontrarse en el estudio con productores como Scott Storch (productor de «Zorra» y «Slim Thick»), Supa Dups (productor de «44» y «Nueva York») y Nely el Arma Secreta (productor de «Judas») para grabar su primer álbum de estudio. Además, asistió a la semana de la moda en París. El 18 de marzo publicó «Flow 2000 (Remix)» junto al cantante Beny Jr, cuyo lanzamiento fue anunciado en redes por la propia cantante el día 15 de marzo. Unos días más tarde, el 21 de marzo, la marca de ron Havana Club y Bad Gyal presentaron una nueva botella de edición limitada, que fue puesta a la venta a los pocos días.
En abril se anunciaron 2 nuevas colaboraciones, «Formosa (Remix)», tema original de Kaio Viana, de la mano de Totoy el Frío y MC CJ, estrenado el 6 de mayo.Otra colaboración anunciada fue «Control», un tema en colaboración con Rochy RD y producido por Cuban Deejays, anunciado por el propio productor.El tema continúa inédito, posterior a la polémica de Rochy RD por abuso de una menor.
En mayo de 2022 la catalana anunció sus dos conciertos más multitudinarios en Madrid y Barcelona, que se llevarían a cabo en febrero de 2023.En la última semana del mes de mayo, la cantante anuncia la salida el 26 de mayo del tema «La prendo», producido por Leo RD, adelantado en el primer show de su nueva gira. El videoclip es la primera parte de una serie de videos.La continuación fue lanzada el 17 de junio a la media noche encabezada por el tema «Tremendo culón», igualmente adelantado en los shows de su nueva gira, cuyo videoclip es la continuación de su videoclip de «La prendo».Continuando con los lanzamientos de los temas adelantados en los shows de La Joia Tour, la cantante lanzó a la media noche del 15 de julio el tema «Sexy».
En el show de La Joia Tour en Nueva York, se incluyó sorpresivamente un nuevo tema que fue posteriormente lanzado bajo el nombre de «Sin Carné» a la media noche del 6 de octubre.El 28 de noviembre, Bad Gyal y el artista español Quevedo subieron a TikTok un video de ellos bailando el tema «Real G», dos días más tarde cantó un fragmento de la canción durante un concierto en Ciudad de México. Finalmente, la canción fue publicada el 2 de diciembre.
El 2023 comenzó con los dos conciertos más multitudinarios de la catalana hasta la fecha, en el Palau Sant Jordi y el WiZink Center, además anunció que su álbum debut sería lanzado ese mismo año.Un día antes del concierto en Barcelona, el 10 de febrero, la cantante estrenó su tema «Chulo», adelantado en La Joia Tour y TikTok, plataforma en la cual contaba con más de diez mil videos antes del lanzamiento oficial. El 11 de febrero confirmó en su primer concierto en el Palau Sant Jordi que el álbum se llamaría La Joia.El 24 de febrero de 2023 se estrenó el álbum de Karol G titulado Mañana será bonito, en el que se incluye la canción «KÁRMIKA», colaboración de la colombiana con Bad Gyal y el jamaiquino Sean Paul.El 20 de abril de 2023, Bad Gyal presentó en directo «Chulo» en los Latin American Music Awards celebrados en Las Vegas, siendo la primera vez que es invitada para actuar a unos grandes premios internacionales de música. Al día siguiente, la cantante española Amaia lanza su propia versión de la canción «Fiebre», que ya venía cantando desde hace tiempo en sus conciertos.El 18 de mayo, se lanza el remix de la canción «Qué rico» de Un Titico y El Dany MG, en el que participa Bad Gyal.
El 7 de junio, Bad Gyal se convirtió en la protagonista de la campaña publicitaria anual de verano "Mediterráneamente" de la reconocida marca de cerveza Estrella Damm. Como parte de esta colaboración, se estrenó el cortometraje titulado «PKM» ("Pussy K Mana") y la canción «El Sol Me Da».Más tarde, el 22 de junio Bad Gyal lanzó la remezcla de «Chulo», «Chulo pt.2», en colaboración con la dominicana Tokischa y la puertorriqueña Young Miko. Esta canción se mantuvo en las listas musicales de varios países latinoamericanos, en la Hot Latin Songs y en la Billboard Global 200 durante varias semanas, además de ser certificada como séxtuple disco de platino en Estados Unidos por la Recording Industry Association of America y disco de oro en México por AMPROFON.Dos semanas después de su anterior lanzamiento, el 7 de julio, Bad Gyal lanzó su nueva canción «Mi lova» junto a Myke Towers.
En septiembre, la cantante fue galardonada con el premio del periódico español La Vanguardia en la categoría de Talento Joven Internacional. La ceremonia fue celebrada en el Museo Nacional de Arte de Cataluña y fueron el Rey Felipe VI, la Reina Letizia y la vicepresidenta primera del Gobierno en funciones, Nadia Calviño los encargados de entregarle el premio.
El 2 de octubre el productor Ovy On The Drums publicó en Instagram un reel en el que anunciaba que su próxima canción iba a contar con la participación de Bad Gyal y el cantante colombiano Ryan Castro, acompañado de un adelanto de la letra de la canción durante su composición en el estudio. La canción fue lanzada el 5 de octubre. Además, el 4 de octubre el cantante chileno Polimá Westcoast anunció el tracklist de su EP «De Camino a Hermes», la cual cuenta con la canción «BARCELONA» en colaboración con Bad Gyal y el chileno Standly. El EP y la canción fueron lanzados el día 9 de noviembre.
Más adelante, la cantante Nicki Nicole anunció a través de su canal de difusión de Instagram la colaboración «Enamórate» de la mano con Bad Gyal. El tema había sido adelantado en shows de ambas artistas durante el 2023. La canción fue finalmente lanzada el 14 de noviembre.El 23 de noviembre la catalana reveló, mediante un reel de Instagram, el primer teaser oficial de su álbum debut, La Joia, el cual se anunció para enero del año siguiente. Junto a este, publicó las próximas fechas españolas de La Joia: 24 Karats Tour, visitando arenas españolas como el Palau Sant Jordi y el WiZink Center.Más tarde, durante una entrevista realizada el 6 de diciembre para Los 40, la artista anunció que su canción titulada «Give Me», ya adelantada previamente en shows, se lanzaría la semana siguiente como un adelanto más del álbum. Para concluir el año, el día 13 de diciembre, la cantante anunció a través de su cuenta de Instagram el tracklist del álbum. Este contaría con una cantidad de 15 canciones, entre las que se encontraban proyectos ya lanzados, adelantos de shows y otros de corte inédito.

### 2024:La Joia,La Joia: 24 Karats Tour y el documental La Joia: Bad Gyal
Para iniciar el año, Bad Gyal reveló el lanzamiento de una colaboración, y último adelanto del álbum venidero, junto a la cantante brasileña Anitta. La canción, titulada «Bota Niña», fue lanzada el día 12 de enero.
Finalmente, después de una larga espera y especulación en torno al proyecto, su álbum debut La Joia fue lanzado el 26 de enero de 2024 en plataformas digitales.Ese mismo día se publicó el un vídeo musical de la canción «Perdió este culo», protagonizado por el actor Martiño Rivas.Adicionalmente, se anunció el lanzamiento de merchandaising oficial del álbum en el sitio web de la cantante, en conjunto con formatos en vinilo, CD y CD edición limitada del disco.
El 22 de febrero, Bad Gyal interpretó «Bota Niña» junto a Anitta en los Premios Lo Nuestro, celebrados en el Kaseya Center de Miami.Ambas aprovecharon el viaje para grabar el videoclip de la canción y, el 14 de marzo, se publicó.Poco después, el 22 de marzo, se estrenó «Double team», canción de Anitta en colaboración con el puertorriqueño Brray y con Bad Gyal, para su álbum Funk Generation.
El 28 de marzo, Mushkaa y Bad Gyal lanzaron «SexeSexy», la primera canción de Bad Gyal en catalán desde el lanzamiento de «Yo sigo igual» en 2018, hasta entonces inédita del disco de su hermana.Su siguiente colaboración vio la luz el 18 de abril, «Guay» con el puertorriqueño Ozuna, canción que se mantuvo durante semanas en las listas semanales españolas, alcanzando la posición número 8 en la lista Top 100 Canciones de PROMUSICAE. Además obtuvo la certificación disco de platino.El 24 de mayo, Bad Gyal publicó el remix de «Perdió este culo» junto a la puertorriqueña Ivy Queen, titulado «Perdió», y el 5 de julio se publica «Party Amanecio», canción en la que participa Bad Gyal, junto a Ryan Castro, De La Ghetto, Maldy (integrante del dúo Plan B) y los productores DJ Luian y Mambo Kingz, bajo el sello Hear This Music.
El 9 de julio, Amazon Prime Video España publica el teaser de La Joia: Bad Gyal, un documental sobre la realización del álbum La Joia (2024), anunciando que vería la luz a finales del año.Un mes más tarde, el colombiano J Balvin publica su álbum «Rayo», que incluye una canción junto a Bad Gyal titulada «Gato».El 12 de septiembre se publicó «Duro De Verdad pt. 2», primera bachata de la cantante, remix de la canción original de Los Sufridos, grupo de productores y artistas dominicanos. La canción alcanzó el número 2 en las listas de PROMUSICAE en España, siendo el puesto más alto de Alba en este listado desde el lanzamiento de «Zorra» en 2019. Su videoclip incluyó la aparición de Tokischa.El 23 de octubre se presentó el documental «La Joia: Bad Gyal» en el festival In-Edit de Barcelona, y al día siguiente fue estrenado en cines en España y Andorra.
La cantante recibió cinco nominaciones a los premios LOS40 Music Awards, de los cuales ganaría los premios «Mejor colaboración urbana latina», con «Mi Lova», junto a Myke Towers, y «Mejor artista español urbano». Además, actuó en la ceremonia de premios, interpretando un mix de varias de sus canciones: «Fiebre», «Flow 2000», «Chulo», «Perdió Este Culo», «La Que No Se Mueva» y «Duro de verdad pt.2».

### 2025-presente: El camino hacia una nuevaeray Bikini Badness Tour
El 17 de enero publicó su primer sencillo del año junto al rapero argentino Trueno, «Angelito». En febrero de 2025, se dio a conocer que la catalana había grabado una colaboración con el cantante Nicky Jam y el productor estadounidense Scott Storch. El 20 de febrero asistió a la trigésimoséptima edición de los Premios Lo Nuestro, donde se encontraba nominada a cinco categorías, entre ellas Álbum del Año por La Joia (2024). Ganó su primer Premio Lo Nuestro en la categoría Mejor Colaboración por «Chulo pt.2» junto a Tokischa y Young Miko.El 18 de abril publicó junto a Omar Courtz, «Comernos».
El 27 de mayo de 2025 anunció su gira por festivales, Bikini Badness Tour. La presentación del tour fue el 2 de junio en la discoteca Pachá de Ibiza. Ese mismo día presentó en primicia «Da Me», su primer sencillo en solitario después de más de 1 año. El sencillo se publicó oficialmente el 6 de junio y alcanzó el puesto numero 7 en la lista Top 100 Canciones de PROMUSICAE.En un directo en Instagram donde hablaba de su último sencillo, comento que en su nueva era de utilizar autotune, «Hay que seguir los instintos de una misma».
El 13 de junio de 2025, en el festival O Son do Camiño, cantó en primicia una colaboración con Zion & Lennox.El 18 de julio, publicó «Última noche» junto a Ozuna, producida por Jorge Miliano y Cromo X, la canción qué sigue los sonidos caribeños de sus anteriores sencillos, debutó en el puesto 28 de la lista Top 100 Canciones de PROMUSICAE.

## Compromiso social
Bad Gyal ha mostrado apoyo a luchas de injusticia social, como por ejemplo, el colectivo de manteros de Barcelona o la lucha por la desprivatización de la gestión del agua en Barcelona.
De igual forma, se ha pronunciado públicamente en contra de los abusos policiales y contra los desahucios.
En 2020, Bad Gyal se vio envuelta en algunas controversias que dejaron ver su postura política ante temas de actualidad. Cuando el remix de la canción «Tu Eres Un Bom Bom» de Kafu Banton, ahora con Bad Gyal, vio la luz, no se hicieron esperar los comentarios que recordaban que en la trayectoria del cantante panameño se encontraban piezas homofóbicas. Al poco tiempo, Bad Gyal se pronunció mediante un comunicado y, posteriormente, aseguró que «ya pedí perdón en mi comunicado y ahora vuelvo a hacerlo si es necesario a toda la gente que me sigue y me apoya por haber caído en ese error; un error por no haber conocido a fondo la carrera de Kafu o por no haber puesto a alguien de mi equipo de que se informase bien antes de hacer ésta colaboración». Adicionalmente, afirmó que había «decidido dar una parte de mis beneficios de esa canción a una organización de apoyo al colectivo LGBT+ en Panamá».
Más de un año después de lo suscitado, en julio de 2021, salió a la luz en redes sociales una conversación de una persona con la asociación Nuevos Horizontes de Panamá en la cual la asociación negaba haber recibido el apoyo de la cantante. El 5 de agosto del mismo año, la asociación aclaró que la situación se trataba de un malentendido, puesto que el equipo de Bad Gyal sí había intentado contactar a la asociación, sin obtener respuesta. De igual forma, declararon que gracias al apoyo de Bad Gyal, finalmente formalizado el 6 de julio de 2021, podría iniciarse un nuevo proyecto «de incidencia política que permita abrir pasos a las políticas públicas que procuren un Panamá más justo para las personas de este colectivo».
En 2021, tras una serie de declaraciones misóginas por parte del reggaetonero Arcángel, la cantante Anitta se manifestó en defensa de las mujeres. Por su parte, Bad Gyal mostró su repudio a las declaraciones de Arcángel y total apoyo a la postura de Anitta diciéndose harta de que «cualquier hombre del género se atreva a decir que no merecemos respeto por lo que ellos mismos llevan haciendo desde siempre». Además en marzo de ese mismo año emitió un comunicado contra el machismo y la censura, alegando: «Este es el mes de la mujer, pero, aun así, no siento que se nos haya celebrado y se nos haya dado apoyo; más bien, al contrario. Mi tema Pussy está siendo baneado en Youtube y TikTok por contenido sensible y desnudez, y yo todavía no entiendo por qué es tan problemático».
En septiembre de 2023, en relación con el Caso Rubiales, Bad Gyal muestra su apoyo a Jennifer Hermoso y a las jugadoras de la selección española en diversas ocasiones: mediante una historia en Instagram, en una entrevista y durante su discurso en la celebración de los Premios de La Vanguardia.

## Discografía

#### Álbumes de estudio
- La Joia (2024)

## Giras
- 2016-2017: Slow Wine Mixtape Tour [125][126]
- 2018: 2018 WORLD Tour[127][24]
- 2019-2021: Bad Gyal SoundSystem
- 2022-2024: La Joia Tour
- 2025: Bikini Badness Tour

## Filmografía

### Series
| Año  | Serie    | Personaje  | Notas      | Ref.    |
| ---- | -------- | ---------- | ---------- | ------- |
| 2022 | Fanático | Ella misma | 1 episodio | [ 128 ] |

### Programas
| Año       | Programa               | Notas                      | Ref.            |
| --------- | ---------------------- | -------------------------- | --------------- |
| 2018-2024 | La resistencia         | Invitada; 2 episodios      | [ 129 ] [ 130 ] |
| 2020      | La Marató              | Intérprete; 1 episodio     | [ 131 ]         |
| 2021      | Maestros de la Costura | Invitada; 1 episodio       | [ 132 ]         |
| 2021      | Drag Race España       | Jueza invitada; 1 episodio | [ 133 ]         |
| 2024      | Soy Georgina           | Cameo                      | [ 134 ]         |
| 2024      | El hormiguero          | Invitada; 1 episodio       | [ 135 ]         |
| 2024      | La revuelta            | Invitada; 1 episodio       | [ 136 ]         |

### Cortometrajes
| Año  | Película | Dirección    | Producción | Personaje  | Rol         | Notas |
| ---- | -------- | ------------ | ---------- | ---------- | ----------- | --- |
| 2013 | Volim te | Ella misma   | -          | La niña    | Protagónico | Corto presentado para un concurso de cortos de la Escola Pia de Catalunya, en el que también aparece el vilasarense David Solans, al que besa en una de las escenas del corto. |
| 2020 | Gaudir   | Marçal Forés | Xavi Vara  | La hija    | Protagónico | Corto publicitario de la Academia del Cine Catalán para los Premios Gaudí 2020.                                                                                                |
| 2023 | PKM      | Oriol Villar | Bambina    | Ella misma | Protagónico | Corto que encabeza la campaña publicitaria "Mediterráneamente" (en catalán "Mediterràinament") de Estrella Damm. Cuenta con versiones en castellano y en catalán.              |

### Documentales
| Año  | Título                 | Dirección      | Producción                   | Notas |
| ---- | ---------------------- | -------------- | ---------------------------- | --- |
| 2018 | QUÉMALO / SHE BURNS IT | CANADA         | Manson                       | Minidocumental de Red Bull Media House en el que se muestra el primer viaje de Bad Gyal a Jamaica, junto a Blacka di Danca, bailarín y coreógrafo jamaiquino que ha trabajado con artistas como Rihanna o Drake, y Magaly, una de las bailarinas de Alba. En él, Bad Gyal experimenta de primera mano el baile y la realidad de la escena dancehall de Jamaica. |
| 2018 | Bad Gyal en Jamaica    | Mar Font       | Sara Rodríguez               | Minidocumental de VICE en Español, en el que Bad Gyal viaja de nuevo a Jamaica y en el que se muestra el proceso de creación de su sencillo «Unknown Feeling», creado a raíz de un paso de baile con el mismo nombre. |
| 2021 | MISS SOLD OUT          | David Camarero | Vampire Films                | Minidocumental publicado en tres partes, coincidiendo con la publicación por partes de su EP «Sound System: The Final Releases». En él se muestra la preparación de la artista durante los días previos a su doble concierto en las Nits del Fòrum de Barcelona, organizadas por Primavera Sound.                                                               |
| 2024 | La Joia: Bad Gyal      | David Camarero | Vampire Films y Nanouk Films | Documental estrenado en cines en España y Andorra, y publicado en la plataforma de streaming Prime Video, en el que se muestra el proceso de creación del primer álbum de la catalana, La Joia. |

### Videos musicales
| Año  | Título                | Artista(s)                       | Director                                            | Ref.    |
| ---- | --------------------- | -------------------------------- | --------------------------------------------------- | ------- |
| 2016 | «Te invito a soñar»   | Ayesha Chanel                    | Daniel Prizz                                        | [ 149 ] |
| 2019 | «Million Dollar Baby» | Cecilio G y Marvin Cruz          | -                                                   | [ 150 ] |
| 2023 | «La Baby»             | Tainy, Sech, Feid y Daddy Yankee | Liott Muscat, Sho Mitsui, Jack Peros y Nick Collini | [ 151 ] |

### Comerciales
| Año  | Producto(s)                    | Marca             | Rol        | Ref.    |
| ---- | ------------------------------ | ----------------- | ---------- | ------- |
| 2021 | Colección de ropa y accesorios | Bershka           | Ella misma | [ 152 ] |
| 2022 | Havana Club 7                  | Havana Club       | Ella misma | [ 153 ] |
| 2023 | Estrella Damm                  | Estrella Galicia  | Ella misma | [ 154 ] |
| 2023 | Paula’s Ibiza                  | Loewe             | Ella misma | [ 2 ]   |
| 2024 | Pepsi Ring                     | Pepsi             | Ella misma | [ 155 ] |
| 2025 | Charlotte Tilbury              | Charlotte Tilbury | Ella misma | [ 3 ]   |